# Truth Hurts (canción)
«Truth Hurts» es una canción de la cantante y rapera estadounidense Lizzo. Fue lanzada el 19 de septiembre de 2017 a través de Nice Life Recording Company y Atlantic Records. Fue escrita por Lizzo, Jesse Saint John, Steven Cheung y Ricky Reed, este último coprodujo la canción junto a Tele.
Aunque no logró entrar en ninguna lista de éxitos en el momento de su lanzamiento, más tarde se convirtió en un éxito durmiente viral en 2019 después del lanzamiento del tercer álbum de estudio de Lizzo, Cuz I Love You, logrando así alcanzar el número uno en el Billboard Hot 100 de Estados Unidos, siendo la primera canción de la cantante en lograrlo. La popularidad de la canción también fue impulsada por su aparición en la película Someone Great (2019) de Netflix. El video musical que acompaña la canción ha acumulado más de 100 millones de visitas en YouTube.
En los premios Grammy de 2020, ganó la categoría de mejor interpretación pop solista, además de haber sido nominada a canción y grabación del año.

## Composición
Musicalmente, está dirigida por un «brillante» bucle de piano. Líricamente, la canción ve a la cantante abordar problemas con un chico, cantando la letra, «You coulda had a bad bitch, non-committal/ Help you with your career, just a little», también canta, «You're 'posed to hold me down/ But you're holding me back/ And that's the sound of me not calling you back».
Durante un concierto de 2019 en su Detroit natal, Lizzo reveló: «la persona sobre la que escribí esa canción es de Detroit».

## Meme en TikTok
A principios de febrero de 2019, la canción inspiró un meme de Internet en la aplicación TikTok cuando la parte de la letra «acabo de hacer una prueba de ADN, resulta que soy 100» fue parodiada en videos creados por los usuarios. La propia Lizzo participó en la tendencia en un video subido a la cuenta oficial de TikTok de iHeartRadio.

## Rendimiento comercial
América del Norte
En Estados Unidos, «Truth Hurts» se convirtió en un éxito durmiente dos años después de su lanzamiento; la canción fue lanzada originalmente en septiembre de 2017 y finalmente ingresó en las listas de éxitos en la primavera de 2019. En la lista Billboard Hot 100, la canción debutó en el número 50 en la semana que finalizó el 18 de mayo de 2019. Su alto debut se debió a una regla de Billboard que afecta a las canciones de más de un año dentro del Hot 100, a menos que obtenga una cantidad sustancial de puntos en la lista.  La canción alcanzó el número uno en septiembre de 2019, convirtiéndose en la primera canción número uno de Lizzo en Estados Unidos.
«Truth Hurts» debutó en el número 33 en la lista Mainstream Top 40 después de su entrada en el Hot 100 y alcanzó el número 2 durante 3 semanas. La canción también entró en el top 40 de las listas rítmicas de Estados Unidos, donde ha alcanzado el número 1, convirtiéndose en la canción de Lizzo con mejor posición y la que más se ha posicionado en las listas de Billboard, así como también se convirtió en una de las cinco canciones que lograron alcanzar el número uno con un salto de 5 a 1 en la lista desde su inicio en octubre de 1992. En el listado Dance/Mix Show Airplay el sencillo se convirtió en su primer top 10 y, finalmente, también alcanzó el número 1 en septiembre de 2019. En Canadá, «Truth Hurts» debutó en el número 43 en el Canadian Hot 100 en la semana que finalizó el 18 de mayo de 2019. Desde entonces ha alcanzado su punto máximo en el número 8.
Europa
En Reino Unido, «Truth Hurts» debutó en el número 37 del UK Singles Chart en la semana que termina el 12 de julio de 2019, más tarde en el número 29 en la semana que termina el 19 de septiembre de 2019. En Bélgica, la canción entró en el top 10 de la lista de sencillos belgas, en el número dos, convirtiéndose en la primera entrada de Lizzo y la más alta en el país. La canción también entró en el top 10 de la lista de sencillos urbanos de Bélgica, en el número 9, y se convirtió en su primera y más alta entrada en la lista, respectivamente.
Oceanía
En Nueva Zelanda, «Truth Hurts» alcanzó el número cinco en la lista de sencillos de Nueva Zelanda. En Australia, la canción entró en el top 30, en el número 21 en la semana que terminó el 25 de mayo de 2019.

## Recepción crítica
Escribiendo para Pitchfork, Ashley Monaé declaró que la canción contiene «momentos de verdad aleccionadores donde el carisma de Lizzo nos conquista y la distingue». La revista DIY escribió que la canción «continúa mostrando su rap relatable».
La parte de la letra de la canción en la que se hace referencia a al equipo de fútbol americano Minnesota Vikings fue editada por una estación, Top 40/CHR WIXX en Green Bay, debido a la rivalidad de los Green Bay Packers con el equipo antes mencionado; la estación transmite juegos de los «Packers» desde la red de radio del equipo. Atlantic Records permitió que la estación hiciera cambios en la canción, y finalmente fue «genial» en lo que respecta al ajuste.

## Premios y nominaciones
| Año  | Ceremonia                | Categoría                              | Resultado | Ref.   |
| ---- | ------------------------ | -------------------------------------- | --------- | ------ |
| 2019 | MTV Video Music Awards   | Canción del Verano                     | Nominada  | [ 27 ] |
| 2019 | Teen Choice Awards       | Mejor Canción del Verano               | Nominada  | [ 28 ] |
| 2020 | Billboard Music Awards   | Mejor Canción Hot 100                  | Nominada  | [ 29 ] |
| 2020 | Billboard Music Awards   | Canción más Vendida                    | Nominada  | [ 29 ] |
| 2020 | Billboard Music Awards   | Canción más Sonada en Radios           | Nominada  | [ 29 ] |
| 2020 | Billboard Music Awards   | Mejor Canción Rap                      | Nominada  | [ 29 ] |
| 2020 | Premios Grammy           | Grabación del Año                      | Nominada  | [ 30 ] |
| 2020 | Premios Grammy           | Canción del Año                        | Nominada  | [ 30 ] |
| 2020 | Premios Grammy           | Mejor Interpretación Vocal Pop Solista | Ganadora  | [ 30 ] |
| 2020 | iHeartRadio Music Awards | Canción del Año                        | Ganadora  | [ 31 ] |

## Remixes
Lizzo lanzó dos remixes oficiales de «Truth Hurts». Uno presenta la producción del disc jockey CID y fue lanzado el 22 de agosto de 2019. El otro presenta a Dababy y fue lanzado el 23 de agosto de 2019. El lanzamiento de los remixes fue un esfuerzo para lograr que «Truth Hurts» alcanzara el número uno en el Billboard Hot 100. En un vinilo de edición limitada se incluyó una versión extendida del remix de CID.

## Video musical
El 25 de septiembre de 2017 se lanzó un video musical para acompañar a la canción, dirigido por Brooke Candy. En él se ve a al cantante en una boda, antes de dejar al novio en el altar. El video termina con Lizzo casándose con ella misma, seguido de una fiesta de baile mientras que escenas de la cantante en lencería se intercalan a lo largo del video. Actualmente el video acumula más de 100 millones de visitas en YouTube.

## Lista de ediciones
- Descarga digital[36] - Streaming

| N.º | Título        | Duración |  |
| 1.  | «Truth Hurts» | 2:53     |  |

| N.º | Título                                        | Duración |  |
| 1.  | «Truth Hurts» (DaBaby Remix) (junto a DaBaby) | 3:17     |  |

| N.º | Título                    | Duración |  |
| 1.  | «Truth Hurts» (CID Remix) | 2:58     |  |

- Vinilo 12"[33]

| N.º | Título                             | Duración |  |
| 1.  | «Truth Hurts»                      | 2:53     |  |
| 2.  | «Truth Hurts» (DaBaby Remix)       | 3:17     |  |
| 3.  | «Truth Hurts» (CID Remix)          | 2:58     |  |
| 4.  | «Truth Hurts» (CID Remix Extended) | 3:55     |  |

## Créditos y personal
Créditos adaptados de Tidal.
- Lizzo - artista principal, compositora
- Ricky Reed - productor, compositor
- Resse Saint John - compositor
- Steven Cheung - compositor
- Tele - coproductor
- Ethan Shumaker - ingeniero
- Chris Gehringer - master
- Manny Marroquin - mezclador
- Chris Galland - ingeniero de mezcla
- Robin Florent - ingeniero asistente de mezcla
- Scott Desmarais - ingeniero asistente de mezcla

## Posicionamiento en listas
| Lista (2019)                                | Mejor posición |
| ------------------------------------------- | -------------- |
| Australia (ARIA)                            | 18             |
| Bélgica (Flandes) (Ultratip Bubbling Under) | 2              |
| Bélgica Urban (Ultratop 50 Flandes)         | 9              |
| Bélgica (Valonia) (Ultratip Bubbling Under) | 30             |
| Bélgica Urban (Ultratop 40 Valonia)         | 32             |
| Canadá (Canadian Hot 100)                   | 8              |
| Canadá CHR/Top 40 (Billboard)               | 11             |
| Canadá Hot AC (Billboard)                   | 47             |
| China Airplay/FL (Billboard)                | 24             |
| Escocia (Scottish Singles Sales Chart)      | 25             |
| Eslovaquia (Singles Digitál Top 100)        | 38             |
| Estados Unidos (Billboard Hot 100)          | 1              |
| Estados Unidos (Adult Top 40)               | 18             |
| Estados Unidos (Dance/Mix Show Airplay)     | 1              |
| Estados Unidos (Hot Dance Club Songs)       | 25             |
| Estados Unidos (Hot R&B/Hip-Hop Songs)      | 1              |
| Estados Unidos (Mainstream Top 40)          | 2              |
| Estados Unidos (Rhythmic)                   | 1              |
| Estados Unidos (Rolling Stone 100)          | 1              |
| Francia Downloads (SNEP)                    | 167            |
| Irlanda (IRMA)                              | 15             |
| Nueva Zelanda (Recorded Music NZ)           | 5              |
| Países Bajos (Mega Single Top 100)          | 78             |
| Reino Unido (UK Singles Chart)              | 29             |
| Reino Unido (UK R&B Chart)                  | 16             |
| República Checa (Rádio Top 100)             | 66             |
| Suecia Heatseeker (Sverigetopplistan)       | 2              |
| Suiza (Schweizer Hitparade)                 | 94             |

## Historial de lanzamiento
| Región         | Fecha                    | Formato                                     | Discográfica     | Ref.          |
| -------------- | ------------------------ | ------------------------------------------- | ---------------- | ------------- |
| Varios         | 19 de septiembre de 2017 | Descarga digital y Streaming                | Atlantic Records | [ 36 ]        |
| Estados Unidos | 28 de mayo de 2019       | Top 40 radio                                | Atlantic Records | [ 61 ]        |
| Varios         | 22 de agosto de 2019     | CID Remix - Descarga digital y Streaming    | Atlantic Records | [ 62 ]        |
| Varios         | 22 de agosto de 2019     | DaBaby Remix - Descarga digital y Streaming | Atlantic Records | [ 62 ]        |
| Varios         | 26 de agosto de 2019     | Edición limitada de 12"                     | Atlantic Records | [ 63 ] [ 33 ] |